# Eurytoma centaureae
Eurytoma centaureae är en stekelart som beskrevs av Claridge 1960. Eurytoma centaureae ingår i släktet Eurytoma och familjen kragglanssteklar.
Artens utbredningsområde är:
- Österrike.
- Bulgarien.
- Frankrike.
- Tyskland.
- Spanien.

Inga underarter finns listade i Catalogue of Life.